# Ачинская улица (Томск)
Ачинская улица — в Томске. Проходит от Октябрьской улицы до улицы Яковлева.

## История
Запланирована в 1883 году при составлении планов городской застройки в северо-восточном направлении. Названа по Ачинскому острогу, основанному томскими казаками Якова Тухачевского в 1641 году.
Первыми жителями на улице были С. И. Михайлов с сыном Макаром, Драчева, Новосёлова, Юхманова.
Из-за разновременной и в разных местах застройки улица поначалу не представляла единого целого и в разных концах стала называться Староачинская и Новоачинская (1908).
В начале XX века на улице насчитывалось 15 домов. В настоящее время улица интенсивно застраивается.

## Достопримечательности
д. 1/22 — 
д. 6 — 
д. 14 — 
д. 16 — 
д. 20 — 
д. 22 — Средняя общеобразовательная школа № 31

## Известные жители
Д. 13 по Ачинской улице стал последним пристанищем русского поэта Николая Клюева (1884—1937), эта часть улицы в те годы часто именовалась также «Староачинская» и «Старо-Ачинская», поэтому в разных документах по делу Клюева название улицы представлено в разных вариантах. В доме было несколько квартир, но относительно квартиры, где проживал поэт, в следственных документах НКВД имеются разночтения: квартира или не указана вовсе, или указана под разными номерами (1 и 3). Николай Клюев сам описывал своё жилище (после освобождения из-под ареста 5 июля 1936 года) так:

Привезли и вынесли на руках из телеги в мою конуру. Я лежу… лежу. […] За косым оконцем моей комнатушки — серый сибирский ливень со свистящим ветром. Здесь уже осень, холодно, грязь по хомут, за дощатой заборкой ревут ребята, рыжая баба клянёт их, от страшной общей лохани под рукомойником несёт тошным смрадом…

В 2006 году дом был снесён.